# Alsopp
Alsopp (Gyrodon lividus) är en svampart som först beskrevs av Pierre Bulliard (v. 1742–1793), och fick sitt nu gällande namn av Elias Fries 1838. Alsopp ingår i släktet Gyrodon och familjen Paxillaceae.  Arten är reproducerande i Sverige. Inga underarter finns listade i Catalogue of Life.